# Джейн Фийдър
Джейн Фийдър (на английски: Jane Feather) е британско-американска писателка на бестселъри в жанра исторически романс. През 1984 г. издава няколко съвременни романса под псевдонима Клаудия Бишоп (на английски: Claudia Bishop).

## Биография и творчество
Джейн Фийдър (правилното произношение е „Федър“), с рожд.име Джейн Роботъм, е родена през 1945 г. в Кайро, Египет, където работят родителите ѝ. На тригодишна възраст те се прибират и тя израства в Ню Форест, в южната част на Англия. Там тя развива траен интерес към историческата романтика чрез книгите на Дафни дю Морие, Джорджет Хайер и Джейн Остин.
След като се омъжва, тя и нейният съпруг се преместват в Оксфорд, където тя завършва магистърска степен по приложни социални изследвания в Оксфордския университет. През 1978 г. семейството с трите им деца се премества в Монтклеър, Ню Джърси, САЩ, където тя продължава кариерата си като клиничен социален работник в Нюарк и Ийст Ориндж. Получава американско гражданство. През 1981 г. семейството отново се мести във Вашингтон, окръг Колумбия. Там след една почивка в Оудър Банкс и килер пълен с романси, тя решава може да замени писането на социални доклади и клинични бележки, и да опита да пише романи.
Първите ѝ пет съвременни романси са издадени през 1984 г. под псевдонима Клаудия Бишоп. След това се насочва към по-успешния жанр на историческата романтика и издава романите си като Джейн Фийдър.
Произведенията на писателката често са в списъците на бестселърите на „Ню Йорк Таймс“. Те са преведени на много езици в над 10 милиона екземпляра по целия свят. Имат многобройни номинации и награди за исторически романси.
Джейн Фийдър живее със съпруга си в Арнолд, Чесапийк Бей, Мериленд.

## Произведения

### като Клаудия Бишоп

#### Самостоятелни романи
- Irresistible You (1984)
- That Champagne Feeling (1984)
- Where the Heart Is (1984)
- Kiss Me Once Again (1984)
- It Had to Be You (1984)

### като Джейн Фийдър

#### Самостоятелни романи
- Love's Charade (1986)
- Жена с минало, Smuggler's Lady (1986)
- Beloved Enemy (1987)
- Reckless Seduction (1987)
- Chase the Dawn (1988)
- Безразсъдното ангелче, Reckless Angel (1989)
- Silver Nights (1989)
- Нефритови очи, Bold Destiny (1990)
- Brazen Whispers (1990) – издадена и като „Almost Innocent“
- The Eagle and the Dove (1991)
- Бившият годеник, A Valentine Wedding (1999) – издадена и като „A Valentine for Emma“
- Съпернички, All the Queen's Players (2010)
- Twelfth Night Secrets (2012)
- She Loves Me, She Loves Me Not (2014)

#### Серия „Чарм Браслет“ (Charm Bracelet Trilogy)
1. The Diamond Slipper (1997)
2. Сребърната роза, The Silver Rose (1983) – награда за исторически романс
3. Смарагдовият лебед, The Emerald Swan (1998)

#### Серия „Виктори“ (V)
1. Heart's Folly (1988) – издадена и като „Venus“
2. Неукротимо сърце, Virtue (1993)
3. Лисицата, Vixen (1994)
4. Кадифе, Velvet (1994)
5. Избраницата, Valentine (1995)
6. Теменужени очи, Violet (1995)
7. Vanity (1995)
8. Дивата хризантема, Vice (1996)

#### Серия „Годеницата“ (Bride Trilogy)
1. Откраднатата годеница, The Hostage Bride (1998)
2. Неочакваната годеница, The Accidental Bride (1999)
3. Ти не си за мен, The Least Likely Bride (2000)

#### Серия „Целувката“ (Kiss series)
1. Целувката на черната вдовица, The Widow's Kiss (2001)
2. В огъня, To Kiss a Spy (2002) – награда за исторически романс
3. Прегръдка в здрача, Kissed by Shadows (2003)

#### Серия „Сестрите Дънкан“ (Duncan Sisters Trilogy)
1. The Bachelor List (2004)
2. Идеалната годеница, The Bride Hunt (2004)
3. Брачни игри, The Wedding Game (2004)

#### Серия „Почти“ (Almost)
1. Брачно предложение, Almost a Bride (2005)
2. Almost a Lady (2005)

#### Серия „Площад Кавендиш“ (Cavendish Square Trilogy)
1. Джентълменът грешник, A Wicked Gentleman (2007)
2. Опасен маскарад, To Wed a Wicked Prince (2008)
3. Съпружески премеждия, A Husband's Wicked Ways (2009) – награда за регентски исторически романс

#### Серия „Годениците от Блекуотър“ (Blackwater Brides)
1. Брак по сметка, Rushed to the Altar (2010)
2. A Wedding Wager (2011)
3. An Unsuitable Bride (2012)

#### Серия „В капан“ (Trapped)
1. Trapped at the Altar (2014)
2. Trapped By Scandal (2015)

#### Участие в общи серии с други писатели

##### Серия „Училище за богати наследнички“ (School For Heiresses)
6. Snowy Night with a Stranger (2008) – със Сабрина Джефрис и Джулия Лондон
от серията има още 8 романа от Сабрина Джефрис

#### Новели
- Engagement at Beaufort Hall (2012)

#### Сборници
- „Wishful Thinking“ в When You Wish (1997) – с Патриша Кофлин, Шарън Къртис, Том Къртис, Елизабет Елиът, Патриша Потър и Сюзан Робинсън
- „Holiday Gamble“ в Snowy Night with a Stranger (2008) – със Сабрина Джефрис и Джулия Лондон
- Bestselling Lords and Ladies (2011) – с Мередит Дюран и Джулия Лондон